# Back to the Farm
Back to the Farm è un cortometraggio muto del 1914 diretto da Will Louis. Il film è interpretato da Oliver Hardy che, all'epoca, usava ancora il nome Babe Hardy.

## Trama
Tom e Bob si recano in visita dalla zia che, per loro, ha lasciato la chiave sotto lo zerbino. I due, però, sbagliano appartamento entrando in casa di altri. Lì, cenano e si preparano ad andare a letto.

## Produzione
Il film fu prodotto da Siegmund Lubin per la Lubin Manufacturing Company.

## Distribuzione
Distribuito dalla General Film Company, il film - un cortometraggio di una bobina - uscì nelle sale cinematografiche statunitensi il 18 agosto 1914.